# Hellekis säteri

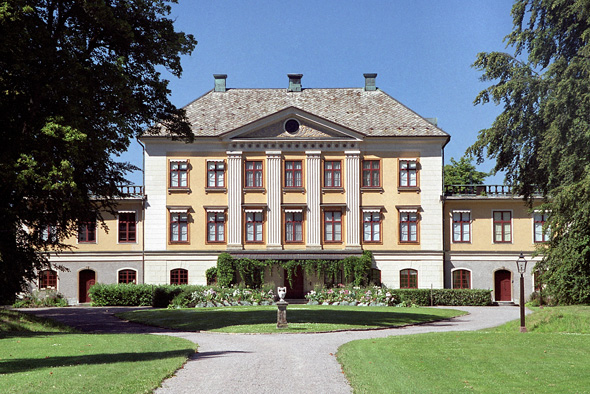
Hellekis säteri.

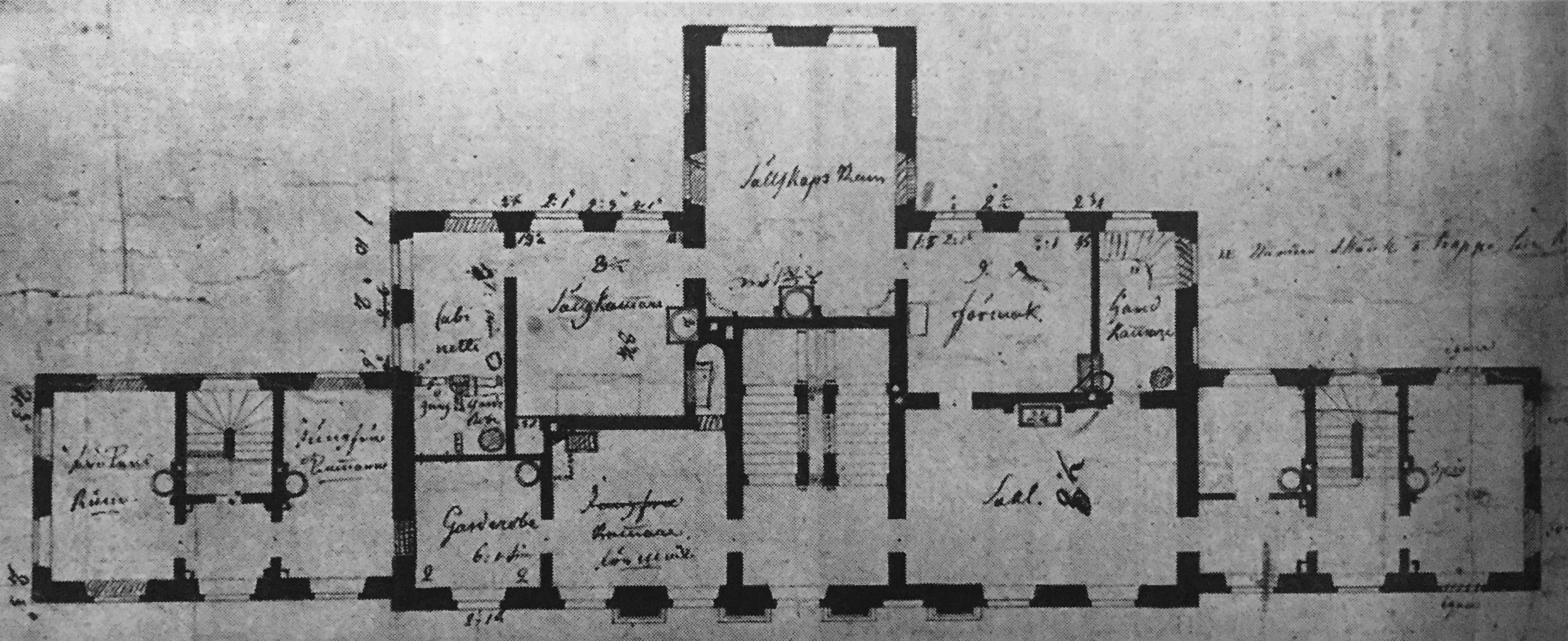
Planer, bottenvåning.

Hellekis säteri är en herrgård vid Hällekis i Götene kommun.
Hellekis säteri ligger 35 kilometer sydväst om Mariestad vid Vänern. Hellekis räknas till ett av de bästa exemplen på herrgårdar i sengustaviansk stil i Västergötland.
Hellekis omnämndes första gången 1473 då den var ett säteri för frälsemannen Björn Bengtsson. Gården övergick sedan i Hällekisättens ägo och därefter gick den till adelsätten Posse som ägde godset fram till 1818. Det var under en period indraget till kronan efter att dess dåvarande ägare Jöran Knutsson Posse blivit förklarad landsförrädare. Godset återlämnades då sonen Knut Posse återvände till Sverige från Polen. 1913 blev Skånska Cement ägare till Hellekis. Under 1930-talet övergick Hellekis till greve Wilhelm Klingspor, och hans ättlingar har därefter ärvt honom.
Efter en eldsvåda 1698 uppfördes en herrgård av sten. Vid en omfattande om- och tillbyggnad efter ritningar av arkitekten Olof Tempelman tillkom den nuvarande herrgården 1791, då den ägdes och brukades av Nils Posse. Den är omgiven av en stor park, som är känd för sina ovanliga lövträd.
Under 1900-talet ägdes gården av greve Carl-Gustaf Klingspor, och hans hustru Lillemor Mannerheim hade sin ateljé där.